# Modelo de trombón (replicación del ADN)

## Definición
El modelo del trombón es un modelo diseñado para explicar la forma de elongación de la hebra rezagada de ADN. Este modelo se utiliza para explicar como estando las dos ADN polimerasas III unidas por medio del los complejos T pueden elongar en dos direcciones opuestas.

## Complejo de replicación

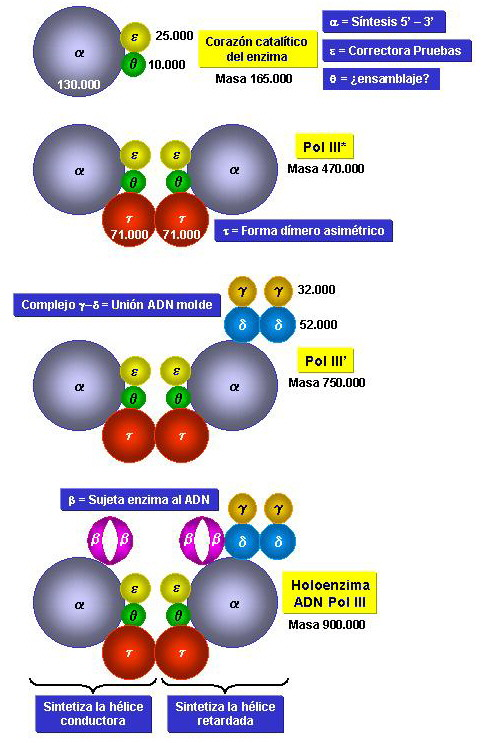
Holoenzima ADN Pol III de E. coli.

La replicación de ADN está dada por un complejo que tiene varias enzimas unidas entre sí. 
Estas enzimas son:
•	ADN polimerasa III (2-una para cada sentido de replicación):Encargada de agregar nucleótidos en el sentido 5´ a 3´
•	Helicasa: Encargada de abrir las dos cadenas molde
•	ADN primasa: Sintetiza los cebadores para proveer el primer extremo 3´ libre 
•	Clamp: Aumenta la procesividad de la ADN polimerasa III manteniéndola pegada a la hebra molde
•	Sigle-strand DNA binding protein (Proteínas SSB) Mantiene separadas las hebras molde (no es exactamente parte del complejo, pues no está unida a las otras enzimas)

## Explicación del modelo

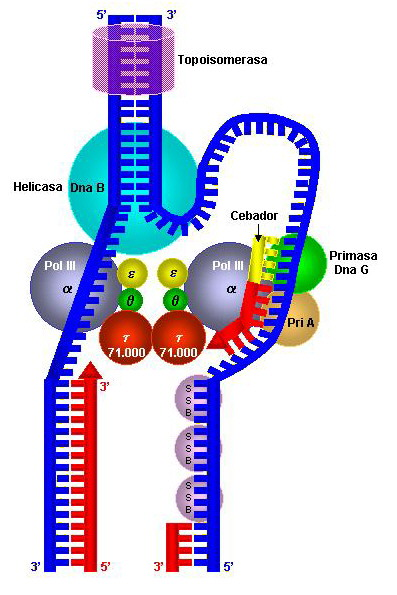
Enzimas que participan en la replicación de E. coli: helicasa, proteínas SSB, topoisomerasa, ARN primasa, Holoenzima ADN Pol III

Para lograr la elongación de la cadena rezagada se hace por medio de fragmentos de Okazaki. Contrariamente a lo que se creía en un principio, entre la terminación de un fragmento de Okazaki y la formación del siguiente, la ADN polimerasa III no salta, sino que, al estar ligada al complejo, se genera un arco de replicación.
Este arco se forma gracias al ensamblaje y desensamblaje del anillo corredizo. Esto genera que al ensamblarse empiece una elongación y crezca el arco. Luego, cuando llega a un cebador, este fragmento acaba y la ADN polimerasa se desensambla, dejando que la cadena pase derecho hasta encontrar el siguiente cebador. En este punto el anillo corredizo se vuelve a sujetar a la cadena y vuelve a comenzar la elongación.
Se compara con un trombón pues en cada punto donde se forma y agranda el arco parece la horquilla de un trombón. Luego al soltarse el anillo corredizo deja de crecer y es como si se recogiera. 
Este modelo permite explicar como el complejo de replicación se mueve a través de la hebra molde de ADN sin dejar atrás proteínas y con una mayor procesividad.